# ایران در المپیک تابستانی جوانان ۲۰۱۰
ایران در بازی‌های المپیک تابستانی نوجوانان ۲۰۱۰ (انگلیسی: Iran at the 2010 Summer Youth Olympics) در سنگاپور با ۵۲ ورزشکار شرکت کرد و موفق به کسب پنج مدال شد.